# David Thompson (politique)
Pour les articles homonymes, voir Thompson et David Thompson.
David John Howard Thompson (né le 25 décembre 1961 à Londres, mort le 23 octobre 2010 à Mapps, Saint Philip, Barbade) est un homme politique barbadien. Il est Premier ministre de janvier 2008 jusqu'à son décès.

## Biographie
David Thompson est né à Londres d'un père afro-barbadien peintre et d'une mère euro-barbadienne infirmière. Il est élevé à la Barbade avec ses trois frères et sœurs. Il fait ses études secondaires puis supérieures à la Barbade et est diplômé en Droit de l'Université des Indes occidentales en 1984. La même année, il entre au barreau de la Barbade et fonde son cabinet d'avocat. Il s'engage aussi au sein du Parti travailliste démocratique (DLP) et préside les jeunesses du parti de 1981 à 1982.
Thompson fait son entrée en politique lorsqu'il devient député en 1987. Il est ministre du Développement de la communauté et ministre de la Culture de 1991 à 1993, puis ministre des Finances de 1993 à 1994, au sein du gouvernement dirigé par le Premier ministre Erskine Sandiford. Il remplace ce dernier à la tête du DLP quand il perd la confiance du Parlement en 1994.
Thompson mene le Parti travailliste démocratique lors des élections de 1994 et de 1999, mais sans succès. Il démissionne de cette fonction en 2001 et reprend une activité d'avocat tout en restant parlementaire. En janvier 2006, le dirigeant du DLP, Clyde Mascoll, quitte le parti pour rejoindre le Parti travailliste de la Barbade, et Thompson reprit la direction du Parti travailliste démocratique.
Le DLP remporta les élections législatives du 15 janvier 2008. David Thompson – qui conserve son siège de député avec 84 % des voix dans sa circonscription – devient donc le septième Premier ministre de la Barbade. Il meurt le 23 octobre 2010 à Saint Philip, des suites d'un cancer du pancréas diagnostiqué au mois de mars. Son vice-Premier ministre, Freundel Stuart Le remplace alors.